# كارمين رودريغيز
كارمين رودريغيز (بالإسبانية: Carmen Rodríguez)‏ هي كاتِبة وشاعرة تشيلية، ولدت في 19 يونيو 1948 في فالديفيا في تشيلي.